# Пулько (гміна Желязкув)
Пулько (пол. Pólko) — село в Польщі, у гміні Желязкув Каліського повіту Великопольського воєводства.
Населення — 355 осіб (2011).
У 1975-1998 роках село належало до Каліського воєводства.

## Демографія
Демографічна структура станом на 31 березня 2011 року:
|          | Загалом | Допрацездатний вік | Працездатний вік | Постпрацездатний вік |
| -------- | ------- | ------------------ | ---------------- | -------------------- |
| Чоловіки | 162     | 26                 | 115              | 21                   |
| Жінки    | 193     | 33                 | 115              | 45                   |
| Разом    | 355     | 59                 | 230              | 66                   |